# 10047 Davidchapman
10047 Davidchapman è un asteroide della fascia principale. Scoperto nel 1986, presenta un'orbita caratterizzata da un semiasse maggiore pari a 2,3448930 au e da un'eccentricità di 0,0509461, inclinata di 14,22781° rispetto all'eclittica.